# Champions des États-Unis de natation en bassin de 50 m du 400 m nage libre
Cette page liste les Champions des États-Unis de natation en bassin de 50 m du 400 m nage libre.

## 400 mètres nage libre messieurs
| Championnat                                 | Ville                 | Nageur                      | Naissance | Age   | Club                                 | Temps                          |
| 1920 sélections olympiques (juillet)        | Chicago, IL           | Norman Ross                 | 1896      | 24    | Illinois Athletic Club               | 5 min 40 s                     |
| -----                                       |                       |                             |           |       |                                      |                                |
| -----                                       |                       |                             |           |       |                                      |                                |
| 1928 sélections olympiques (Juin) ()        | Detroit, MI           | Clarence Linden Crabbe      | 1908      | 20    | Outrigger Canoe Club                 | 5 min 10 s                     |
| -----                                       |                       |                             |           |       |                                      |                                |
| -----                                       |                       |                             |           |       |                                      |                                |
| 1932 sélections olympiques () ()            | Cincinnati, OH        | Clarence Linden Crabbe      | 1908      | 26    | Los Angeles Allied Athletic Club     | 4 min 56 s                     |
| -----                                       |                       |                             |           |       |                                      |                                |
| -----                                       |                       |                             |           |       |                                      |                                |
| 1936 sélections olympiques (juillet) (50 m) | Providence, RI        | Ralph D. Flanagan           | 1918      | 18    | Greater Miami Athletic Club          | 4 min 47 s 8                   |
| -----                                       |                       |                             |           |       |                                      |                                |
| -----                                       |                       |                             |           |       |                                      |                                |
| 1948 sélections olympiques (juillet) (50 m) | Detroit, MI           | James McLane                | 1930      | 18    | New Haven Swim Club                  | 4 min 45 s 6                   |
| -----                                       |                       |                             |           |       |                                      |                                |
| -----                                       |                       |                             |           |       |                                      |                                |
| 1952 sélections olympiques (juillet) (50 m) | New York, NY          | Wayne Moore                 |           |       | New Haven Swim Club                  | 4 min 36 s 2                   |
| -----                                       |                       |                             |           |       |                                      |                                |
| -----                                       |                       |                             |           |       |                                      |                                |
| 1956 sélections olympiques () (50 m)        | Detroit, MI           | George Breen                | 1935      | 21    | Unattached Buffalo (New York)        | 4 min 33 s 1                   |
| -----                                       |                       |                             |           |       |                                      |                                |
| -----                                       |                       |                             |           |       |                                      |                                |
| 1960 sélections olympiques (août) (50 m)    | Detroit, MI           | Alan Somers                 |           |       | Indianapolis Athletic Club           | 4 min 25 s 1 RUSA              |
| -----                                       |                       |                             |           |       |                                      |                                |
| -----                                       |                       |                             |           |       |                                      |                                |
| 1962 été (août) (50 m)                      |                       | Murray Rose                 | 1939      | 23    | Los Angeles                          | 4 min 17 s 2                   |
| 1963 printemps (mars) (25 yd)               |                       | Roy Saari                   | 1945      | 18    | Southern California                  | 4 min 48 s 2                   |
| 1963 été (août) (50 m)                      | Oak Park, IL          | Don Schollander             | 1946      | 17    | Santa Clara (Californie)-Santa Clara | 4 min 17 s 7                   |
| 1964 printemps (avril) (25 yd)              | Bartlesville, OK      | Don Schollander             | 1946      | 18    | Santa Clara (Californie)-Santa Clara | 4 min 44 s 5                   |
| 1964 été (août) (50 m)                      | Los Altos, CA         | Roy Saari                   | 1945      | 19    | El Segundo                           | 4 min 13 s 5                   |
| 1965 printemps (avril) (25 yd)              |                       | Carl Robie                  | 1945      | 20    | Michigan                             | 4 min 44 s 1                   |
| 1965 été (août) (50 m)                      | Maumee, OH            | John Nelson                 | 1948      | 17    | Pompano Beach                        | 4 min 14 s 1                   |
| 1966 printemps (avril) (25 yd)              |                       | Greg Buckingham             | 1945      | 21    | Santa Clara (Californie)-Santa Clara | 4 min 46 s 8                   |
| 1966 été (août) (50 m)                      |                       | Don Schollander             | 1946      | 20    | Santa Clara (Californie)-Santa Clara | 4 min 11 s 6                   |
| 1967 printemps (avril) (25 yd)              |                       | Michael Burton              | 1947      | 20    | UCLA                                 | 4 min 37 s 0                   |
| 1967 été (août) (50 m)                      |                       | Greg Carlton                |           |       | Los Angeles                          | 4 min 09 s 8                   |
| 1968 printemps (avril) (25 yd)              |                       | Trevor Charlton             |           |       | Pasadena                             | 4 min 37 s 29                  |
| 1968 été (août) (50 m)                      |                       | Ralph Hutton                |           |       | Foothill                             | 4 min 06 s 5                   |
| 1968 sélections olympiques (août) (50 m)    | Long Beach, CA        | Michael Burton              | 1947      | 21    | Arden Hills                          | 4 min 07 s 64                  |
| 1969 printemps (avril) (25 yd)              |                       |                             |           |       |                                      |                                |
| 1969 été (août) (50 m)                      |                       | Hans Fassnatch              |           |       | Phillips 66                          | 4 min 04 s 0                   |
| 1970 printemps (avril) (25 yd)              |                       | John Kinsella               |           |       | Hinsdale                             | 4 min 27 s 19                  |
| 1970 été (août) (50 m)                      |                       | John Kinsella               |           |       | Hinsdale                             | 4 min 02 s 81                  |
| 1971 printemps (avril) (25 yd)              |                       | John Kinsella               |           |       | Indiana                              | 4 min 28 s 84                  |
| 1971 été (août) (50 m)                      |                       | Tom McBreen                 |           |       | Golden Gates                         | 4 min 02 s 08                  |
| 1972 printemps (avril) (25 yd)              |                       | John Kinsella               |           |       | Indiana                              | 4 min 28 s 29                  |
| 1972 sélections olympiques (août) (50 m)    | Chicago, IL           | Tom McBreen                 | 1952      | 20    | Golden Gates                         | 4 min 00 s 70                  |
| 1973 printemps (avril) (25 yd)              |                       | Jack Tingley                |           |       | Southern California                  | 4 min 26 s 86                  |
| 1973 été (août) (50 m)                      |                       | Rick DeMont                 |           |       | Marin                                | 4 min 00 s 14                  |
| 1974 printemps (avril) (25 yd)              |                       | Tim Shaw                    | 1957      | 17    | Long Beach                           | 4 min 23 s 50                  |
| 1974 été (août) (50 m)                      |                       | Tim Shaw                    | 1957      | 17    | Long Beach                           | 3 min 54 s 69                  |
| 1975 printemps (avril) (25 yd)              |                       | Tim Shaw                    | 1957      | 18    | Long Beach                           | 4 min 22 s 57                  |
| 1975 été (août) (50 m)                      |                       | Tim Shaw                    | 1957      | 18    | Long Beach                           | 3 min 53 s 31                  |
| 1976 printemps (avril) (50 m)               |                       | Doug Northway               |           |       | Oasis                                | 3 min 56 s 48                  |
| 1976 sélections olympiques (juin) (50 m)    | Long Beach, CA        | Brian Goodell               | 1959      | 17    | Mission Viejo                        | 3 min 53 s 08                  |
| 1976 été (août) (50 m)                      |                       | Casey Converse              |           |       | Mission Viejo                        | 3 min 54 s 65                  |
| 1977 printemps (avril) (25 yd)              |                       | Bruce Furniss               |           |       | Southern California                  | 4 min 20 s 25                  |
| 1977 été (août) (50 m)                      | Mission Viejo, Ca     | Brian Goodell               | 1959      | 18    | Mission Viejo                        | 3 min 53 s 47                  |
| 1978 printemps (avril) (25 yd)              | Austin (TX)           | Brian Goodell               | 1959      | 19    | Mission Viejo                        | 4 min 16 s 40                  |
| 1978 été (août) (50 m)                      | The Woodlands, TX     | Jeff Float                  |           |       | Arden Hills                          | 3 min 54 s 32                  |
| 1979 printemps (avril) (25 yd)              | Los Angeles, CA       | Brian Goodell               | 1959      | 20    | Mission Viejo                        | 4 min 17 s 67                  |
| 1979 été (août) (50 m)                      | Fort Lauderdale, FL   | Brian Goodell               | 1959      | 20    | Mission Viejo                        | 3 min 51 s 89                  |
| 1980 printemps (avril) (50 m)               | Austin (TX)           | Mike Bruner                 | 1956      | 24    | Mesa                                 | 3 min 52 s 24                  |
| 1980 sélections olympiques (août) (50 m)    | Irvine, Ca            | Mike Bruner                 | 1956      | 24    | Mesa                                 | 3 min 52 s 19                  |
| 1981 printemps (avril) (25 yd)              |                       | Peter Szmidt                |           |       | Edmonton                             | 4 min 21 s 10                  |
| 1981 été (août) (50 m)                      |                       | Jeff Float                  |           |       | Arden Hills                          | 3 min 54 s 99                  |
| 1982 printemps (avril) (25 yd)              | Université de Floride | Jeff Kostoff                |           |       | Industry Hills                       | 4 min 19 s 38                  |
| 1982 été (août) (50 m)                      | Indianapolis, In      | Bruce Hayes                 |           |       | Mission Viejo                        | 3 min 54 s 80                  |
| 1983 printemps (avril) (25 yd)              | Indianapolis, In      | Mike O'Brien                |           |       | Mission Viejo                        | 4 min 16 s 88                  |
| 1983 été (août) (50 m)                      | Clovis, Ca            | Matt Cetlinski              |           |       | Floride                              | 3 min 52 s 19                  |
| 1984 printemps (mars) (50 m)                |                       | Gary Binkman                |           |       | Southern Illinois                    | 3 min 55 s 27                  |
| 1984 sélections olympiques (juin) (50 m)    |                       | George DiCarlo              | 1963      | 21    | TFJ                                  | 3 min 51 s 03                  |
| 1984 été () (50 m)                          |                       | Matt Cetlinski              | 1964      | 20    | Holmes Lumber                        | 3 min 51 s 43                  |
| 1985 printemps (avril) (25 yd)              | Monterey Park, Ca     | Mike O'Brien                |           |       | Mission Viejo                        | 4 min 16 s 56                  |
| 1985 été (août) (50 m)                      | Mission Viejo, Ca     | Matt Cetlinski              | 1964      | 21    | Holmes Lumber                        | 3 min 53 s 26                  |
| 1986 printemps (mars) (25 yd)               | Orlando, Fl           | Troy Dalbey                 |           |       | San Jose                             | 4 min 17 s 30                  |
| 1986 Sélections CM (juin) (50 m)            | Orlando, Fl           | Dan Jorgensen               | 1968      | 18    | Unattached                           | 3 min 49 s 41                  |
| 1986 été (août) (50 m)                      | Santa Clara, Ca       | Gary Brinkman               |           |       | San Jose                             | 3 min 54 s 84                  |
| 1987 printemps (mars) (25 yd)               | Mission Bay, Fl       | Mariusz Podkosscielny       |           |       | Mission Viejo                        | 4 min 16 s 60                  |
| 1987 été (juillet) (50 m)                   | Clovis, Ca            | Matt Cetlinski              | 1964      | 23    | Holmes Lumber                        | 3 min 49 s 69                  |
| 1988 printemps (mars) (50 m)                | Orlando, Fl           | Artur Wojdat Matt Cetlinski | 1968 1964 | 20 24 | Mission Viejo Holmes Lumber          | 3 min 47 s 38 RM 3 min 50 s 37 |
| 1988 été (août) (50 m)                      |                       | Matt Cetlinski              | 1964      | 24    | Holmes Lumber                        | 3 min 48 s 06                  |
| 1989 printemps (mars) (25 yd)               | Chapel Hill, NC       | Norbert Agh                 |           |       | Central Sports                       | 4 min 19 s 51                  |
| 1989 été (août) (50 m)                      | Los Angeles, CA       | Dan Jorgensen               |           |       | Rancho Bernardo                      | 3 min 50 s 88                  |
| 1990 printemps (mars) (25 yd)               | Nashville, TE         | Norbert Agh                 |           |       | Central Sports                       | 4 min 20 s 27                  |
| 1990 été (août) (50 m)                      | Austin (TX)           | Dan Jorgensen               | 1968      | 22    | Rancho Bernardo                      | 3 min 49 s 80                  |
| 1991 printemps (avril) (50 m)               | Federal Way, WA       | Lawrence Frostad            |           |       | Longhorn Aquatics                    | 3 min 53 s 33                  |
| 1991 été (août) (50 m)                      | Fort Lauderdale, FL   | Lars Jorgensen              |           |       | Blue Fins                            | 3 min 54 s 15                  |
| 1992 sélections olympiques (mars) (50 m)    | Indianapolis, In      | Dan Jorgensen               |           |       | Foxcatcher                           | 3 min 49 s 14                  |
| 1992 été (août) (50 m)                      | Mission Viejo, Ca     | Peter Wright (en)           |           |       | Jersey Wahoos                        | 3 min 53 s 02                  |
| 1993 printemps (avril) (50 m)               | Nashville, TE         | Jon Sakovich                |           |       | Floride                              | 3 min 56 s 31                  |
| 1993 été (juillet) (50 m)                   | Austin (TX)           | Chad Carvin                 | 1974      | 19    | Hillenbrand                          | 3 min 50 s 89                  |
| 1994 printemps (avril) (50 m)               | Federal Way, WA       | Tom Dolan                   | 1975      | 19    | Curl-Burke                           | 3 min 53 s 70                  |
| 1994 été (août) (50 m)                      | Indianapolis, In      | Chad Carvin                 | 1974      | 20    | Hillenbrand                          | 3 min 49 s 83                  |
| 1995 printemps (mars) (50 m)                | Minneapolis, MN       | Reeve Irvin                 |           |       | City of Charleston                   | 3 min 57 s 11                  |
| 1995 été (août) (50 m)                      | Pasadena, CA          | John Piersma                |           |       | Club Wolverine                       | 3 min 49 s 72                  |
| 1996 printemps (février) (50 m)             | Orlando, Fl           | Josh Davis                  | 1972      | 24    | Athletes in action                   | 3 min 55 s 63                  |
| 1996 sélections olympiques (mars) (50 m)    | Indianapolis, In      | Tom Dolan                   | 1975      | 21    | Curl-Burke                           | 3 min 48 s 99                  |
| 1996 été (août) (50 m)                      | Fort Lauderdale, FL   | Josh Davis                  | 1972      | 24    | Athletes in action                   | 3 min 54 s 71                  |
| 1997 printemps (février) (50 m)             | Buffalo, NY           | Chad Carvin                 | 1974      | 23    | Hillenbrand                          | 3 min 52 s 19                  |
| 1997 été (juillet) (50 m)                   | Nashville, TE         | Chad Carvin                 | 1974      | 23    | Hillenbrand                          | 3 min 50 s 13                  |
| 1998 printemps (avril) (50 m)               | Minneapolis, MN       | Tom Dolan                   | 1975      | 23    | Unattached                           | 3 min 52 s 75                  |
| 1998 été (août) (50 m)                      | Clovis, Ca            | Erik Vendt                  | 1981      | 17    | Ocean State                          | 3 min 51 s 23                  |
| 1999 printemps (avril) (50 m)               | Long Island, NY       | Chad Carvin                 | 1974      | 25    | Mission Viejo                        | 3 min 52 s 58                  |
| 1999 été (août) (50 m)                      | Minneapolis, MN       | Chad Carvin                 | 1974      | 25    | Mission Viejo                        | 3 min 49 s 68                  |
| 2000 printemps (mars) (50 m)                |                       | Tom Dolan                   | 1975      | 25    | Curl-Burke                           | 3 min 49 s 59                  |
| 2000 sélections JO (août) (50 m)            | Indianapolis, In      | Klete Keller                | 1982      | 18    | Phoenix Swim Club                    | 3 min 47 s 18 RUSA             |
| 2001 printemps (avril) (50 m)               | Austin (TX)           | Robert Margalis             |           |       | Unattached Saint-Petersburg          | 3 min 48 s 72                  |
| 2001 été (août) (50 m)                      | Fresno, CA            | Chad Carvin                 | 1974      | 27    | Mission Viejo                        | 3 min 50 s 04                  |
| 2002 printemps (mars) (50 m)                | Minneapolis, MN       | Scott Goldblatt             |           |       | Berkeley aquatic                     | 3 min 52 s 59                  |
| 2002 été (août) (50 m)                      | Fort Lauderdale, FL   | Klete Keller                | 1982      | 20    | Club Wolverine                       | 3 min 48 s 60                  |
| 2003 printemps (avril) (50 m)               | Indianapolis, In      | Klete Keller                | 1982      | 21    | Club Wolverine                       | 3 min 48 s 15                  |
| 2003 été (août) (50 m)                      | College Park, MA      | Michael Phelps              | 1985      | 18    | North Baltimore                      | 3 min 46 s 73 RUSA             |
| 2004 printemps (février) (50 m)             | Orlando, Fl           | Chad Carvin                 | 1974      | 30    | Mission Viejo                        | 3 min 48 s 92                  |
| 2004 sélections JO (juillet) (50 m)         | Long Beach, CA        | Klete Keller                | 1982      | 22    | Club Wolverine                       | 3 min 44 s 19 RUSA             |
| 2004 été (août) (50 m)                      | Stanford, CA          | Michael Klueh               | 1987      | 17    | Texas Longhorn                       | 3 min 54 s 75                  |
| 2005 Sélections CM (avril) (50 m)           | Indianapolis, In      | Michael Phelps              | 1985      | 20    | Club Wolverine                       | 3 min 47 s 79                  |
| 2005 été (août) (50 m)                      | Irvine, Ca            | Klete Keller                | 1982      | 23    | Club Wolverine                       | 3 min 46 s 20                  |
| 2006 printemps (mars) (50 m)                | Federal Way, WA       | Justin Mortimer             | 1982      | 24    | Mission Viejo                        | 3 min 53 s 90                  |
| 2006 été (août) (50 m)                      | Irvine, Ca            | Klete Keller                | 1982      | 24    | Club Wolverine                       | 3 min 44 s 27                  |
| 2007 printemps (mars) (50 m)                | East Meadow, NY       | Robert Margalis             | 1982      | 25    | SPA, FL                              | 3 min 52 s 78                  |
| 2007 été (juillet) (50 m)                   | Indianapolis, In      | Peter Vanderkaay            | 1984      | 23    | Club Wolverine                       | 3 min 45 s 55                  |
| 2008 Sélections JO (juillet) (50 m)         | Omaha                 | Larsen Jensen               | 1985      | 23    | Trojan Swim Club                     | 3 min 43 s 53 RUSA             |
| 2009 Sélections CM (juillet) (50 m)         | Indianapolis          | Peter Vanderkaay            | 1984      | 25    | Club Wolverine                       | 3 min 45 s 17                  |
| 2010 (août) (50 m)                          | Irvine                | Peter Vanderkaay            | 1984      | 26    | Club Wolverine                       | 3 min 46 s 88                  |
| 2011 (août) (50 m)                          | Palo Alto             | Matthew McLean              |           |       |                                      | 3 min 47 s 33                  |
| 2012 Sélections JO (juillet) (50 m)         | Omaha                 | Peter Vanderkaay            | 1984      | 28    |                                      | 3 min 47 s 67                  |